# Сторонибабська сільська рада
| Сторонибабська сільська рада — орган місцевого самоврядування у Буському районі Львівської області з адміністративним центром у с. Сторонибаби. Історична дата утворення: 11 травня 1995 року. Водоймища на території, підпорядкованій даній раді: річка Західний Буг. Сільській раді підпорядковані населені пункти: - с. Сторонибаби |

## Склад ради
Рада складається з 14 депутатів та голови.

### Керівний склад ради
| ПІБ                       | Основні відомості                                                 | Дата обрання | Дата звільнення |
| ------------------------- | ----------------------------------------------------------------- | ------------ | --------------- |
| Виниченко Ірина Петрівна  | Сільський голова, 1968 року народження, освіта                    | 26.03.2006   | 31.10.2010      |
| Винниченко Ірина Петрівна | Сільський голова, 1963 року народження, освіта вища, позапартійна | 31.10.2010   |                 |

Примітка: таблиця складена за даними джерела